# Memphis Heat
Memphis Heat, album av den amerikanska bluesbandet Canned Heat i samarbete med bluespianisten Memphis Slim (Peter Chatman) från 1973. På våren 1970 hade Canned Heat spelat in det klassiska dubbelalbumet Hooker 'n' Heat tillsammans med John Lee Hooker. Tre år senare kom turen till en annan blueslegend, nämligen Memphis Slim. Sedan 1962 var denne bosatt och huvudsakligen verksam i Paris, där albumet spelades in. Inspelningen skedde i två omgångar och under tiden hann Canned Heat byta ut flera medlemmar. Memphis Slim sjöng och spelade piano på samtliga låtar förutom de instrumentala "Mr. Longfingers", "Boogie Duo" och "Whizzle Wham". Därutöver medverkade Bob Hite (munspel), Henry Vestine, Joel Scott Hill och James Shane (gitarr), Antonio de la Barreda och Richard Hite (bas), Adolfo de la Parra (trummor), Jack Hale och Wayne Jackson (trumpet), Andrew Love och Ed Logan (tenorsaxofon) samt James Mitchell (barytonsaxofon). Producent var Philippe Rault.

## Låtar på albumet
1. Back to Mother Earth (Peter Chatman) 3:14
2. Trouble Everywhere I Go (Peter Chatman) 3:49
3. Black Cat Cross My Trail (Peter Chatman) 3:04
4. Mr. Longfingers (Peter Chatman) 7:03
5. Five Long Years (Eddie Boyd) 5:05
6. When I Was Young (Peter Chatman) 2:40
7. You Don't Know My Mind (Peter Chatman) 6:29
8. Boogie Duo (Peter Chatman) 3:06
9. Down the Big Road (Peter Chatman) 3:33
10. Whizzle Wham (Peter Chatman) 1:47
11. Paris (Peter Chatman) 2:15